# Byblidaceae
Byblidaceae is een botanische naam, voor een familie van tweezaadlobbige planten. Een familie onder deze naam wordt met een zekere regelmaat erkend door systemen van plantentaxonomie, en ook door het APG I-systeem (1998) tot het APG IV-systeem (2016).
Het gaat om een kleine familie, van enkele soorten in één geslacht, Byblis. Deze komen voor in Australië en Nieuw-Guinea.
In het Cronquist-systeem (1981) is de plaatsing in de orde Rosales; dit is dezelfde plaatsing als in het Wettstein-systeem (1935).

## Geslachten
- Byblis Salisb.